# 欢乐甲壳虫
《欢乐甲壳虫》是一款2000年由西班牙Xpiral开发、Infogrames发行的Microsoft Windows赛车竞速游戏。大众汽车公司官方授权Infogrames使用其真实的产品形象，这使其成为该游戏的一大特色。游戏支持两人分屏对战和多人网络对战。同年由北京新天地的秦易于代理引进中国大陆，并于暑假期间以35元人民币的价格发行。

## 游戏模式
游戏分三种模式：
- 快速竞技赛（Quick Race）
- 锦标赛（Championship）
- 挑战赛（Beetle Challenge）

每种模式下又分为五种竞技模式：
- 沙滩越野赛（Buggy）
- 交叉回转赛（Cross）
- 火箭车跳跃赛（Jump）
- 大脚车障碍赛（Monster）
- 公路竞技赛（Speed）

不同模式下有多种特定车辆供玩家选择。比赛包括基于局域网的多人对战模式，支持二到六人同时游戏。

## 评价
《欢乐甲壳虫》在GameRankings评分72%。AllGameAnthony Baize称这款游戏是赛车迷和大众爱好者的瑰宝（a gem for racing fans and Volkswagen aficionados）。他赞扬了游戏画质和冲浪音乐，并写道“最好的方面”（best aspect）是事件模式（event modes）。 Computer Gaming WorldTom Price写到这是拥有和驾驶老式大众汽车的独特感觉的近乎完美再现（a near-perfect replication of the unique sensation of owning and driving an older Volkswagon）。 他注意到车辆的“卡通”（cartoony）图形，“渺渺”（tinny and farty）的声音效果，并写道，他们“驾驶起来就像一辆真正的大众汽车”（handle like crap, just like a real VW），但表示，游戏“有一个奇怪的乐趣因素”（has a weird fun factor），鉴于它的各种游戏模式和包含甲壳虫在内的多样化车辆阵容。GSpot、IGN分别给出了6.9和7.2的分数。